# Gunnar Björling
Œuvres principales
- (sv) O finns en dag (Ô il y a un jour), 1944
- (sv) Luft är och ljus (Air et lumière sont), 1946
- (sv) Som alla dar (Comme tous les jours), 1953
- (sv) Dikter (Poèmes), 1959
- (sv) Vilande dag (Journées de repos), 1922
- (sv) Kiri-ra![1], 1930

Compléments
Sélection de poèmes traduits en finnois :
- (fi) Kosmos valmiiksi kirjoitettu

Olof Gunnar Björling, né le 31 mai 1887 à Helsinki et mort le 11 juillet 1960 dans cette même ville, est un auteur finlandais d’expression suédoise. Dans les années 1920, son œuvre préfigurative s’articule autour de trois autres figures littéraires de l’époque, Edith Södergran, Elmer Diktonius (fi) et Rabbe Enckell, auxquelles s’ajoutent Harald Hornborg (fi) et Olof Enckell (fi).

## Biographie

### Enfance
Gunnar Björling naît au sein d’une famille bourgeoise. Son père est fonctionnaire à la poste d’Helsinki. Son enfance se partage entre Viipuri et Helsinki. Il passe ses vacances d’été à Kangasala.

### Études
De 1901 à 1902, Gunnar Björling suit les cours dispensés par le corps des cadets de Finlande, école militaire à Hamina. Il étudie ensuite la philosophie à l’université d’Helsinki. Il a pour professeur Edvard Westermarck qui exerce une influence prépondérante sur le développement de sa pensée. Gunnar Björling aspire à une carrière d’enseignant. Pourtant, en 1915, après l’aboutissement d’un travail de maîtrise universitaire traitant de l’importance vouée à la conscience pérenne, il renonce à son projet initial pour se vouer à une activité professionnelle de pigiste dans le cadre de la revue avant-gardiste Quosego. Sa situation financière, déjà précaire, ne lui permet dès lors plus d’assurer convenablement sa subsistance, ce qui l’oblige à recourir aux maigres subsides alloués par les caisses d’allocations complémentaires.

## Sémiologie

### Stylistique
Bien que les écrits de Gunnar Björling soient généralement rédigés en un style aux coudées relativement fluides et franches, leurs contenus, complexes, teintés de lyrisme et de réflexions métaphysiques, n’en demeurent pas moins marginaux, ésotériques et difficile d’accès. Leur préhension liminaire s’avère donc quelque peu réfractaire aux néophytes et aux non-initiés.

### Dadaïsme

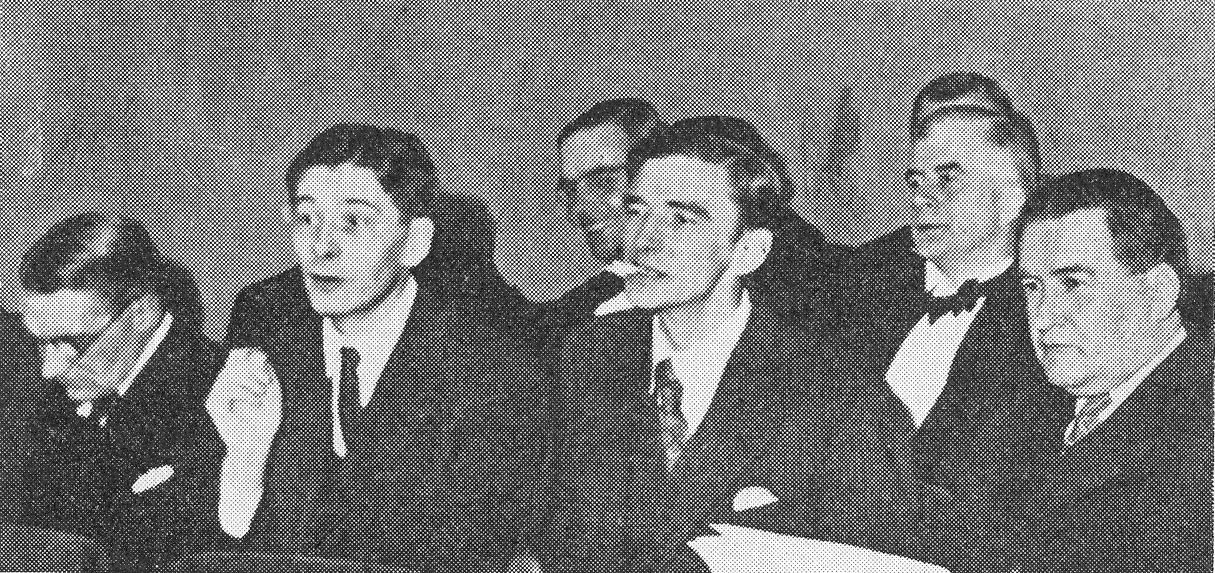
Auteurs finlandais d’expression suédoise ayant essaimé leur art scriptural au cours des années 1930. Sur cette photo, datée de l’année 1965, apparaissent successivement, de droite à gauche, les figures littéraires suivantes :,,, Rabbe Enckell et, tout à gauche, avec des lunettes, le visage baissé : Gunnar Björling.

Ses poèmes et aphorismes d’inspiration dadaïste représentent une forme d’allégorie succincte dissociée de l’acuité mentale dont relèverait le souci d’exigence prioritaire. Les jaillissements oniriques de sa plume alerte se scindent au carrefour d’une prose souple, franche et déliée, tout en se référant conjointement à l’un des socles fondamentaux de la consignation réflective dont se réclamerait une approche imprégnée d’éthique souveraine. L'aspect connexe de son œuvre rejoint ainsi les grandes traditions occidentales et orientales dont la quintessence didactique se base essentiellement sur l’imminence perceptive des événements existentiels dont la trame temporelle se voit ponctuée par à-coups subreptices.

### Kiri-ra!
Les formulations absconses de Gunnar Bjöerling s’érigent en tirades alambiquées et s’opposent par principe à la fragmentation structurelle ou éparse de la pensée. Cette préemption lui confère accessoirement le titre de poète et écrivain tourmenté, animé par une quête inextinguible visant à disséquer le pourquoi du comment. Cette particularité surgit avec une fulgurance accrue dans des ouvrages tels que Vilande dag ou Kiri-ra! dont Rabbe Enckell et Peter Sandelin (fi) incarnent le fief invétéré de la trame expressive,.

## Distinction
En 1947, Gunnar Björling obtient le Prix de l'Académie suédoise.
- 1949, 1956, Prix national de littérature

## Œuvres
| - (sv) Gunnar Björling, Vilande dag, Helsingfors, Daimon, 1922, 96 p. (OCLC 13268424) - (sv) Gunnar Björling, Kiri-ra!, Helsinki, Helsingfors : Författarens Förlag, 1930, 111 p. (OCLC 464972373, présentation en ligne) - (sv) Solgrönt, 1933 - (sv) Fågel badar snart i vattnen, 1934 - (sv) Att syndens blåa nagel, 1936 - (sv) Där jag vet att du, 1938 - (sv) Det oomvända anletet, 1939 - (sv) O finns en dag, 1944 | - (sv) Ord och att ej annat, 1945 - (sv) Och leker med skuggorna i sanden, 1947 - (sv) Vårt kattliv timmar, 1949 - (sv) Angelägenhet, 1949 - (sv) Ett blyertsstreck, 1951 - (sv) Träd står i sina rader, 1952 - (sv) Att i sitt öga, 1954 | - (sv) Du jord, du dag, 1957 - (sv) En mun vid hand, 1958 - (sv) Hund skenar glad, 1959 - (sv) Dikter, 1959 - (sv) Allt vill jag fatta i min hand (efterlämnade dikter), 1974 - (sv) Jag viskar dig jord, 1992 |

Sélection de poèmes
- (fi) Gunnar Björling (trad. Tuomas Anhava), Kosmos Valmiiksi Kirjoitettu : Valitut Runot, Helsinki, Otava, 1972, 254 p. (ISBN 978-951-1-00042-6, OCLC 9852538)

Aphorismes
- (fi) Gunnar Björling (trad. Tuomas Anhava), Mahdollisen valtakunta : mietelmiä ja merkintöjä vuosilta 1922-1951, Helsingissä : Otava, coll. « Seitsentähdet », 1979, 191 p. (ISBN 978-951-1-05566-2, OCLC 800299286, présentation en ligne)

## Sources
- (fi)/(sv) Cet article est partiellement ou en totalité issu des articles intitulés en finnois « Gunnar Björling » (voir la liste des auteurs) et en suédois « Gunnar Björling » (voir la liste des auteurs).